# 친일파 708인 명단 - 경시
친일파 708인 명단 - 경시는 2002년 민족정기를 세우는 국회의원모임에서 발표한 친일파 708인 명단 가운데 경찰의 경시(警視) 계급에 오른 103명의 명단이다. 유형이 중복되는 경우에는 이름 옆에 해당 유형을 부기했다.

## 〈경시〉 목록

### 가
- 강경희 (康璟羲): 강원도 산파간호부시험위원
- 강보형 (姜寶馨): 전북 순사교습소장
- 강진풍 (姜鎭豊)
- 계광순 (桂珖淳): 함경남도 경찰부 보안과장 - 도 참여관, 조선총독부 사무관
- 구연수 (具然壽): 경무관 - 조선총독부 사무관
- 구자경 (具滋璟): 전남 경찰부 보안과장 - 도 참여관, 조선총독부 사무관
- 권오용 (權五鎔): 충남 경찰부 경찰관교습소 교관
- 권중익 (權重翼)
- 권태형 (權泰珩)
- 길홍경 (吉弘庚): 전북 경무부장
- 김계현 (金啓賢): 경북
- 김극일 (金極一): 총독부 급소속 관서직원 - 애국자 살상자
- 김대원 (金大元): 함경북도
- 김덕기 (金悳基) - 도 참여관, 조선총독부 사무관, 애국자 살상자
- 김동선 (金東先)
- 김명환 (金明煥)
- 김상순 (金相淳)
- 김상욱 (金相勖): 함경북도
- 김소직 (金昭直): 평안북도
- 김승련 (金承鍊): 조선어장려시험임시위원
- 김영배 (金永培) - 중추원, 도 참여관, 조선총독부 사무관
- 김영수 (金英守): 경남 순사교습소장
- 김영찬 (金永燦)
- 김우종 (金禹鍾): 함경북도
- 김윤복 (金允福)
- 김은제 (金殷濟)
- 김인영 (金仁泳): 춘천경찰서장
- 김종원 (金鍾元): 경북 순사교습소장
- 김준권 (金峻權)
- 김창영 (金昌永): 총독부 급소속관서직원 - 도 참여관, 조선총독부 사무관
- 김창림 (金昌林): 총독부소속 조선어장려시험위원회 위원
- 김태석 (金泰錫): 경기도 - 도 참여관, 애국자 살상자

### 나
- 나구하 (羅九河): 전북
- 노기주 (魯璣柱): 경남 경찰부 보안과장 - 애국자 살상자
- 노덕술 (盧德述): 평남 보안과장 - 애국자 살상자
- 노인국 (魯寅國): 전북

### 마
- 마현희 (馬鉉羲): 경북 순찰교습소장
- 문진상 (文鎭庠)

### 바
- 박근수 (朴根壽): 경남 경찰부 보안과장
- 박인종 (朴麟鍾): 강원도
- 박장환 (朴章煥): 경기도
- 박재수 (朴在洙): 강원도 경찰교습소장
- 박정로 (朴正魯)
- 박준호 (朴準顥)
- 박희정 (朴喜鼎)
- 변영화 (卞榮和)

### 사
- 서기순 (徐紀淳): 총독부 파소속관서직 - 도 참여관
- 서상용 (徐相鎔)
- 소진은 (蘇鎭殷): 평남 경찰부 보안과장
- 손석도 (孫錫度): 황해도 경찰부 보안과장

### 아
- 안경선 (安慶善): 충남 경찰부 경찰교습소장
- 안형식 (安瀅植)
- 엄주면 (嚴柱勉): 경기도
- 연태윤 (延泰潤)
- 오영세 (吳檸世): 경남
- 오석유 (吳錫裕)
- 오세윤 (吳世尹): 황해도 경찰부 보안과장
- 윤병희 (尹秉禧): 전북
- 윤종화 (尹鍾華): 경성종로경찰서장 - 조선총독부 사무관
- 이계한 (李啓漢): 경찰부 보안과장 - 도 참여관, 조선총독부 사무관, 중추원
- 이성근 (李聖根): 총독부 파소속관서 직원 - 도지사, 도 참여관, 조선총독부 사무관, 애국자 살상자,  기타
- 이원보 (李源甫): 총독부 파소속관서 직원 - 애국자 살상자
- 이재붕 (李在鵬)
- 이종국 (李鍾國)
- 이종식 (李種植)
- 이창우 (李昌雨)
- 이헌규 (李憲珪)
- 임호영 (林虎英)
- 임흥재 (任興宰)

### 자
- 장강선 (張剛善)
- 장기창 (張基昌) - 도 참여관, 조선총독부 사무관
- 장우근 (張宇根)
- 장우식 (張友植) - 기타
- 장헌근 (張憲根) - 도 참여관, 기타
- 전봉덕 (田鳳德): 평북
- 전영찬 (全永燦): 황해도 경찰부 위생과장
- 전창림 (全昌林)
- 정규봉 (丁奎鳳) - 조선총독부 사무관
- 정기창 (鄭基昌)
- 정충원 (鄭忠源): 경남 순찰교습소장
- 조성구 (趙聲九)
- 조연광 (趙淵光): 황해도
- 조종춘 (趙鍾春): 경기도 경찰부 보안과장 - 조선총독부 사무관
- 조종훈 (趙鍾勛): 함북
- 조창현 (趙彰顯): 함북
- 주익상 (朱益相): 전북

### 차
- 채규병 (蔡奎丙)
- 최연 (崔燕) - 애국자 살상자
- 최탁 (崔卓)
- 최경진 (崔慶進) - 조선총독부 사무관
- 최기남 (崔基南)
- 최석현 (崔錫鉉): 강원도 경찰부 고등경찰과장 - 애국자 살상자
- 최지환 (崔志煥): 충북 순사교습소장 -  중추원, 도 참여관
- 최창홍 (崔昌弘) - 도 참여관, 조선총독부 사무관
- 최태현 (崔泰顯): 함북

### 파
- 표한용 (表漢龍)

### 하
- 한동석 (韓東錫): 함남 경찰부 보안과장 - 도 참여관, 조선총독부 국장, 조선총독부 사무관
- 한석명 (韓錫命): 경남
- 한정석 (韓定錫): 충북
- 한종건 (韓鍾建): 평남 경찰부 보안과장
- 허섭 (許燮)
- 현기언 (玄基彦): 총독부 육군병지원자 훈련소 생도 전형
- 황신태 (黃信泰)
- 황태근 (黃泰根): 경남 경찰부 경무과

## 같이 보기
- 민족문제연구소의 친일인명사전 수록예정자 명단 - 경찰
- 대한민국 정부 발표 친일반민족행위자 명단 - 통치 기구